# 国家能力
国家能力（英語：State capacity）是一个政治学概念。它指一国政府完成其整体或特定政策目标的能力。缺乏“能力”的国家被定义为“脆弱国家”(fragile state)甚至“失败国家”(failed state)。较高的国家能力与长期经济发展密切相关，因为国家能力可以建立法律和秩序、私有财产权和对外防御，以及通过建立竞争性市场、交通基础设施和大众教育来支持发展。